# Ramy
Ramy es una serie de televisión web estadounidense de comedia dramática que se estrenó el 14 de abril de 2019 en Hulu. En mayo de 2019, la serie fue renovada para una segunda temporada que se estrenó el 29 de mayo de 2020. En julio de 2020, Hulu renovó la serie para una tercera temporada.

## Premisa
Ramy sigue a «un musulmán estadounidense de primera generación que está en un viaje espiritual en su vecindario políticamente dividido de Nueva Jersey. Explora los desafíos de lo que es estar atrapado entre una comunidad egipcia que piensa que la vida es una prueba moral y una generación millennial que piensa que la vida no tiene consecuencias.»

## Elenco
- Ramy Youssef como Ramy Hassan, el protagonista principal de la serie. Es un milenario musulmán estadounidense que lucha con su fe y estilo de vida, para juzgar a sus amigos y familiares.
- Mohammed Amer como Mo
- Dave Merheje como Ahmed
- Stephen Way como Stevie, el viejo amigo y compañero de trabajo de Ramy. Se conocen después de los Atentados del 11 de septiembre, cuando Ramy es alienado debido a su fe musulmana.[4]
- Hiam Abbass como Maysa Hassan
- May Calamawy como Dena Hassan, la hermana de Ramy. Aunque es una estudiante graduada, Dena está frustrada porque sus acciones y su comportamiento siguen siendo restringidos por sus padres sobreprotectores. Esto le lleva a criticar regularmente el doble rasero con el que se le juzga a ella y a Ramy.
- Amr Waked como Farouk Hassan
- Laith Nakli como el tío Naseem, el bullicioso tío de Ramy y Dena. Es dueño de un negocio de joyería, donde emplea a Ramy después de su despido desde el principio. De manera casual, hace declaraciones sexistas y antisemitas, a pesar de trabajar con joyeros judíos. Naseem es muy protector con su familia, especialmente con su hermana Maysa.
- Poorna Jagannathan como Salma
- Rosaline Elbay como Amani, el primo de Ramy, a quien conoce en una expedición espiritual en El Cairo.[5]
- Shadi Alfons como Shadi, su primo americanizado que intenta mostrarle a Ramy los alrededores de El Cairo.
- Kate Miller como Vivian

## Episodios
| Temporada | Temporada | Episodios | Episodios | Lanzamiento original     | Lanzamiento original     |
| --------- | --------- | --------- | --------- | ------------------------ | ------------------------ |
|           | 1         | 10        | 10        | 19 de abril de 2019      | 19 de abril de 2019      |
|           | 2         | 10        | 10        | 29 de mayo de 2020       | 29 de mayo de 2020       |
|           | 3         | 10        | 10        | 30 de septiembre de 2022 | 30 de septiembre de 2022 |

### Temporada 1 (2019)
| N.º en serie | N.º en temp. | Título                      | Dirigido por       | Escrito por                            | Fecha de emisión original |
| --- | ------------ | --------------------------- | ------------------ | -------------------------------------- | ------------------------- |
| 1 | 1            | «Between the Toes»          | Harry Bradbeer     | Ramy Youssef, Ari Katcher & Ryan Welch | 19 de abril de 2019       |
| Ramy se enfrenta a las citas y relaciones como un joven musulmán en América. Sale en una cita con una mujer musulmana americana que Ramy se sorprende al ver que es extremadamente agresiva sexualmente y pervertida. |              |                             |                    |                                        |                           |
| 2 | 2            | «Princess Diana»            | Christopher Storer | Leah Nanako Winkler                    | 19 de abril de 2019       |
| Ramy fue despedido de su trabajo con Stevie en una empresa de tecnología. Como solución, sus padres pretenden darle un trabajo, trabajando para su tío Naseem, que es sexista y cree en teorías de conspiración sobre el 9/11. |              |                             |                    |                                        |                           |
| 3 | 3            | «A Black Spot on the Heart» | Christopher Storer | Minhal Baig                            | 19 de abril de 2019       |
| Después de empezar en su nuevo trabajo, Ramy se interesa por una chica judía americana, para frustración de sus amigos. Sin embargo, se niega a tomar drogas con ella, así que se engancha con otro chico. |              |                             |                    |                                        |                           |
| 4 | 4            | «Strawberries»              | Ramy Youssef       | Ramy Youssef                           | 19 de abril de 2019       |
| En un flashback al pasado de Ramy, recuerda como sus relaciones con los amigos fueron cambiadas por los ataques del 11 de septiembre, debido a su fe musulmana. También quiere ser como todos sus amigos y aprender a masturbarse. Después de que sus amigos lo evitan, camina una ruta diferente a la escuela y conoce a Stevie por primera vez, quien se convierte en uno de sus amigos de toda la vida.                              |              |                             |                    |                                        |                           |
| 5 | 5            | «Do the Ramadan»            | Christopher Storer | Sahar Jahani                           | 19 de abril de 2019       |
| Ramy tiene la intención de ser totalmente fiel durante los 30 días del Ramadán. Esto incluye comer sólo después de la puesta de sol y antes del amanecer, y abstenerse de sexo y pornografía. Ramy conoce a una mujer musulmana casada pero solitaria en la mezquita, y termina teniendo sexo con ella en su casa. |              |                             |                    |                                        |                           |
| 6 | 6            | «Refugees»                  | Cherien Dabis      | Bridget Bedard                         | 19 de abril de 2019       |
| Dena comienza a experimentar dudas sobre su condición de virgen. Después de hablar con sus amigos, decide reunirse con el barista local de la cafetería que a menudo coquetea con ella. Ella vuelve con él a su apartamento, pero las cosas no van bien. |              |                             |                    |                                        |                           |
| 7 | 7            | «Ne Me Quitte Pas»          | Cherien Dabis      | Bridget Bedard                         | 19 de abril de 2019       |
| Maysa, sintiéndose sola en casa y no está satisfecha con su vida, se convierte en conductora de Lyft, con la esperanza de conocer gente nueva. Al principio le cuesta congraciarse con los jinetes, pero más tarde, recoge a un francés que viaja por la zona por negocios. Como ella habla francés y le permite fumar en su auto, a él le gusta y se hacen amigos rápidamente.                                                         |              |                             |                    |                                        |                           |
| 8 | 8            | «Saving Mikaela»            | Cherien Dabis      | Ryan Welch                             | 19 de abril de 2019       |
| Stevie se interesa románticamente por una chica que conoció a través de un videojuego, y lo ata a Ramy para que lo conozca físicamente en persona. Cuando conocen a Mikaela, se dan cuenta de que ella y su amiga todavía están en la escuela secundaria. Mikaela se emborracha demasiado y se desmaya. Ramy abre de una patada la puerta para salvarla, y terminan llevándola al Hackensack General, donde el amigo de Ramy es médico. |              |                             |                    |                                        |                           |
| 9 | 9            | «Dude, Where’s My Country?» | Cherien Dabis      | Ramy Youssef                           | 19 de abril de 2019       |
| En un intento de encontrarse a sí mismo y a su fe, Ramy hace el viaje para visitar a su familia en Egipto. Mientras que Ramy quiere ver Egipto y rezar en las mezquitas locales, su primo americanizado Shadi quiere en cambio llevarlo a fiestas donde la gente fuma y se droga. Ramy conoce a una linda chica que resulta ser la hermana de Shadi.                                                                                    |              |                             |                    |                                        |                           |
| 10 | 10           | «Cairo Cowboy»              | Jehane Noujaim     | Ramy Youssef                           | 19 de abril de 2019       |
| Ramy finalmente decide hacer el viaje para visitar a su abuelo en el campo. El auto que lo llevaba se averió, así que decide caminar el resto del camino. Finalmente se encuentra con su abuelo, pero poco después Ramy lo encuentra muerto en el suelo de su casa. Después del funeral, él y su primo Amani asisten a un hadra sufí y parecen desarrollar sentimientos románticos hacia el otro.                                       |              |                             |                    |                                        |                           |

### Temporada 2 (2020)
| N.º en serie | N.º en temp. | Título                                  | Dirigido por       | Escrito por                       | Fecha de emisión original |
| ------------ | ------------ | --------------------------------------- | ------------------ | --------------------------------- | ------------------------- |
| 11           | 1            | «Bay'ah»                                | Christopher Storer | Ramy Youssef & Amir Sulaiman      | 29 de mayo de 2020        |
| 12           | 2            | «Can You Hear Me Now?»                  | Christopher Storer | Ramy Youssef                      | 29 de mayo de 2020        |
| 13           | 3            | «Little Omar»                           | Ramy Youssef       | Ramy Youssef & Colleen McGuinness | 29 de mayo de 2020        |
| 14           | 4            | «Miakhalifa.mov»                        | Ramy Youssef       | Ramy Youssef & Adel Kamal         | 29 de mayo de 2020        |
| 15           | 5            | «3riana grande»                         | Cherien Dabis      | Ramy Youssef & Maytha Alhassen    | 29 de mayo de 2020        |
| 16           | 6            | «They»                                  | Cherien Dabis      | Ramy Youssef & Ryan Welch         | 29 de mayo de 2020        |
| 17           | 7            | «Atlantic City»                         | Ramy Youssef       | Ramy Youssef & Bjanka Pašić       | 29 de mayo de 2020        |
| 18           | 8            | «Frank in the Future»                   | Ramy Youssef       | Ramy Youssef & Azhar Usman        | 29 de mayo de 2020        |
| 19           | 9            | «Uncle Naseem»                          | Desiree Akhavan    | Ramy Youssef & Kate Thulin        | 29 de mayo de 2020        |
| 20           | 10           | «You Are Naked in Front of Your Sheikh» | Christopher Storer | Ramy Youssef & Rob Ulin           | 29 de mayo de 2020        |

## Producción

### Desarrollo
El 4 de octubre de 2017, se anunció que Hulu había dado a la serie, una orden de la producción del piloto. La serie fue creada por Ramy Youssef, Ari Katcher y Ryan Welch, los cuales se espera que escriban para la serie. Los productores ejecutivos incluirán a Katcher, Welch y Jerrod Carmichael. Las compañías de producción involucradas en la serie incluyen a A24.
El 18 de abril de 2018, se anunció que Hulu había ordenado la producción de la serie para una primera temporada. El 11 de febrero de 2019, se anunció que la serie se estrenaría el 19 de abril de 2019. El 1 de mayo de 2019, se informó que Hulu renovó la serie para una segunda temporada.

### Casting
Junto con el anuncio de la producción de la serie, se confirmó que Ramy Youssef sería el protagonista de la serie. El 19 de octubre de 2018, se anunció que May Calamawy había sido elegido para un papel principal en la serie.

## Lanzamiento
La serie tendrá su estreno mundial durante el festival de cine South by Southwest 2019 en Austin, Texas, como parte de la serie de proyecciones de «Estrenos Episódicos» del festival. en América Latina, En Europa, la serie está disponible en StarzPlay.  en América Latina, la serie se estrenará en agosto de 2020 en FX.

## Recepción
En Rotten Tomatoes la serie tiene un índice de aprobación del 96%, basado en 26 reseñas, con una calificación promedio de 8.43/10. El consenso crítico del sitio dice, «Un vistazo perspicaz e hilarante a la vida de una familia musulmana americana, Ramy articula perfectamente la precaria naturaleza y los matices de la identidad y anuncia que Ramy Youssef es un talento a tener en cuenta.» En Metacritic, tiene puntaje promedio ponderado de 87 sobre 100, basada en 15 reseñas, lo que indica «criticas de aclamación universal».